# Beslutsstöd
Beslutsstöd är ett samlingsbegrepp för olika metoder att stödja effektivt beslutsfattande, främst genom datorbearbetning av stora informationsmängder med hjälp av beslutsstödsystem (expertsystem) och algoritmer för informationsutvinning (datautvinning). Området baseras traditionellt på äldre regelbaserad artificiell intelligens. Beslutstöd är besläktat med det nyare begreppet business intelligence som har liknande syfte och tillämpning, men baseras på datadriven artificiell intelligens med hjälp av verktyg för databrytning av big data.

## Historik
Redan på 1960-talet hade man i den gryende IT-industrin visioner om att använda datorer för beslutsfattande. I början fokuserade man på vad som benämndes artificiell intelligens och strävade efter autonomt intelligent beteende hos datorsystem, men efter en tids frustration (och en del framsteg) sänkte man ambitionsnivåerna och började tala om beslutsstöd, där man istället strävar efter att använda datorer för att på bästa sätt stödja mänskligt beslutsfattande. 

## Tillämpningsområden

### Medicin
En tidig tillämpning inom kunskapsintensiva områden som medicinen började man utveckla regelbaserade och/eller mönsterigenkännande system för till exempel tolkning av EKG. Enkla former av regelbaserat beslutsstöd har tillämpats under decennier för tolkning av mätvärden, där till exempel mätvärden som avviker från det normala markeras för att läkare ska kunna reagera på avvikelsen. Det finns beslutsstödssystem för att tolka bilder inom nuklearmedicin, baserat såväl på statistik som på neurala nätverk.

### IT
Beslutsstödssystem användes tidigt som hjälp för att konfigurera datorer och nätverk. Man kan argumentera för att räkna spamfilter till beslutsstöd - de utnyttjar mönster i textdata för att klassificera vissa meddelanden som oönskade.

### Trafik
För trafikplanering har man använt beslutsstöd och optimering för att framställa tidtabeller som passar bra till trafikströmmar. Idag finns ofta sökfunktioner hos trafikföretag som letar upp en kombination av turer/anslutningar som passar med varandra (där man till exempel minimerar total restid, antal byten och/eller väntetid).
I Sverige används ett system som kallas NTS - Nationellt TrafikledningsStöd, som är kopplat mot en rad andra system och har ett inbyggd beslutsstöd med uppgjorda åtgärdsplaner. Detta ger kraftfullt stöd vid incidenter och andra händelser.  Operatörerna får en bra överblick av komplexa sammanhang och kan samtidigt lösa flera uppgifter i samma system.

### Företagsstyrning
Beslutsstöd används även inom affärslivet för ekonomiska beslut och beslut som rör frågor inom planering, uppföljning och analys av verksamheten. Se Business intelligence och verksamhetsstyrning.

## Metoder
- regelbaserade beslutsstöd där man applicerar en uppsättning explicita regler på en samling data i lämplig representation. Det har dock i många områden visat sig svårt att få tillgång till indata i lämpligt format, dessutom är det mycket mödosamt att formulera beslutsregler som fungerar väl tillsammans, ett problem som benämnts "the knowledge acquisition bottleneck".
  - en enkel form av regelbaserat beslutsstöd är markering av avvikande värden i en lista av laboratoriemätningar, där läkaren lättare kan hitta vad som behöver utredas/kontrolleras.
- neurala nät där ett datorsystem kan läras upp utifrån exempel för att lösa specifika uppgifter, till exempel att klassificera fall i olika kategorier (men där reglerna för klassifikation inte tydligt kan beskrivas - de kan till exempel bestå av en sammanvägning av hundratals variabelvärden)
- modellbaserade system, som i sin enklaste form kan anpassa mätdata till en matematisk funktion, 
  - en variant av detta är så kallade frame-baserade system, som har sitt ursprung i arbete av Marvin Minsky på 1970-talet, men nu fått en renässans i nya former av kunskapsrepresentation, bland annat ontologier.